# Rezerwat przyrody Wydymacz
Wydymacz – leśny rezerwat przyrody położony w pobliżu wsi Antonin, w gminie Przygodzice, powiecie ostrowskim, województwie wielkopolskim, ok. 10 km na południe od Ostrowa Wielkopolskiego. Administracyjnie należy do Nadleśnictwa Antonin. Obszar rezerwatu podlega ochronie czynnej.
Utworzony w 1987 roku, obejmuje obszar 47,86 ha (akt powołujący podawał 45,93 ha) ze stawem Wydymacz (10,80 ha). Przedmiotem ochrony jest zespół łęgu jesionowo-olszowego, stanowiska roślin chronionych (m.in. wawrzynek wilczełyko) oraz drzewa pomnikowe.
Ochrona ścisła:
- wawrzynek wilczełyko (Daphne mezereum)
- bluszcz pospolity (Hedera helix)

Ochrona częściowa:
- kopytnik pospolity (Asarum europaeum)
- konwalia majowa (Convallaria maialis)
- kruszyna pospolita (Frangula alnus)
- porzeczka czarna (Ribes nigrum)

Całość rezerwatu znajduje się na terenie Parku Krajobrazowego Dolina Baryczy. Od zachodu rezerwat graniczy z Obszarem Chronionego Krajobrazu Wzgórza Ostrzeszowskie i Kotlina Odolanowska.
Na terenie rezerwatu można spotkać wiele roślin egzotycznych wprowadzonych tam jeszcze przez właściciela dóbr antonińskich księcia Antoniego Radziwiłła. W waloryzacji ornitologicznej rezerwatów województwa wielkopolskiego Wydymacz zajął drugie miejsce.
Przez rezerwat przebiega ścieżka przyrodniczo-dydaktyczna oraz drogi rowerowe, w tym szlak z Ostrowa do Antonina.

## Galeria

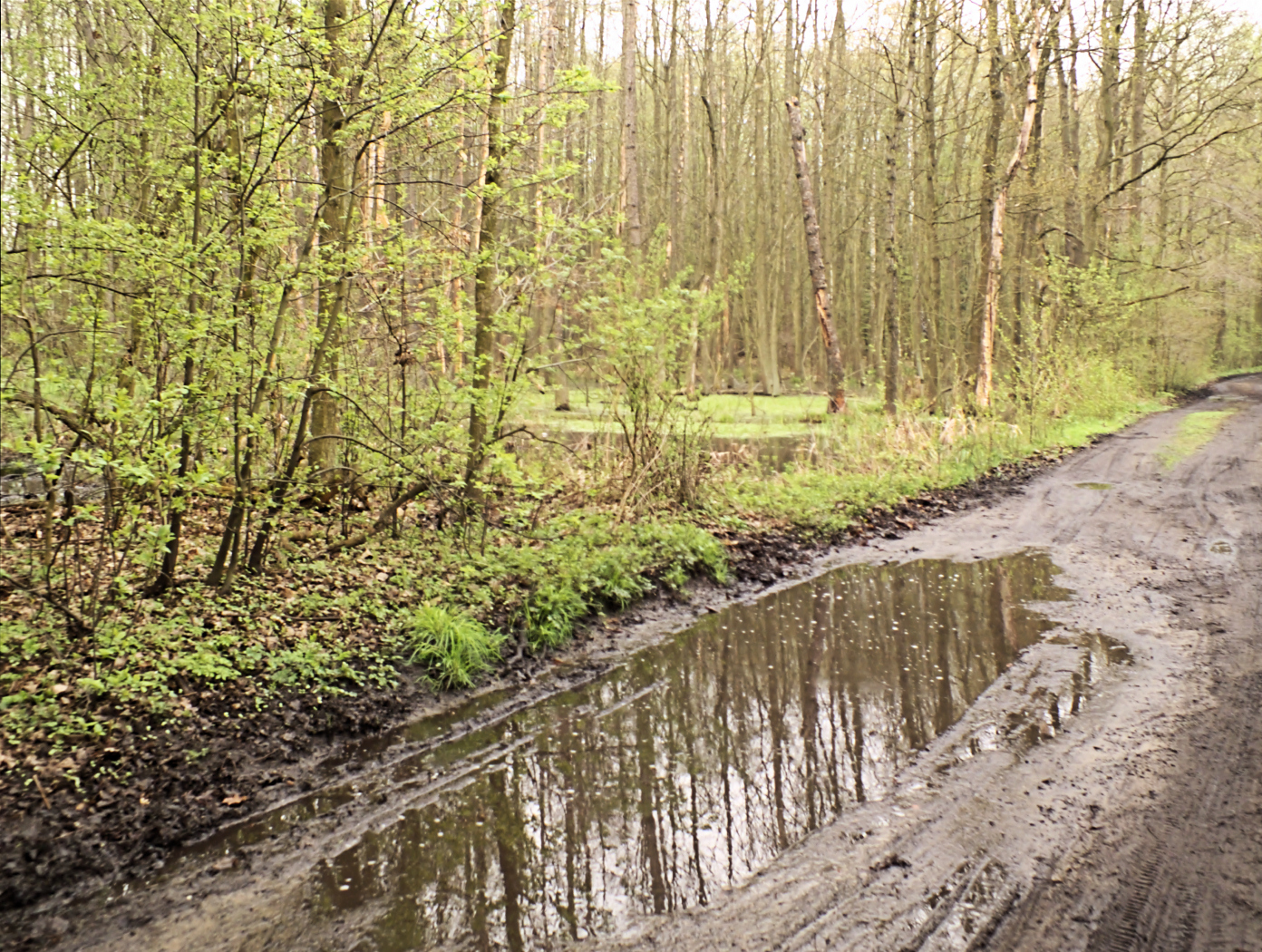
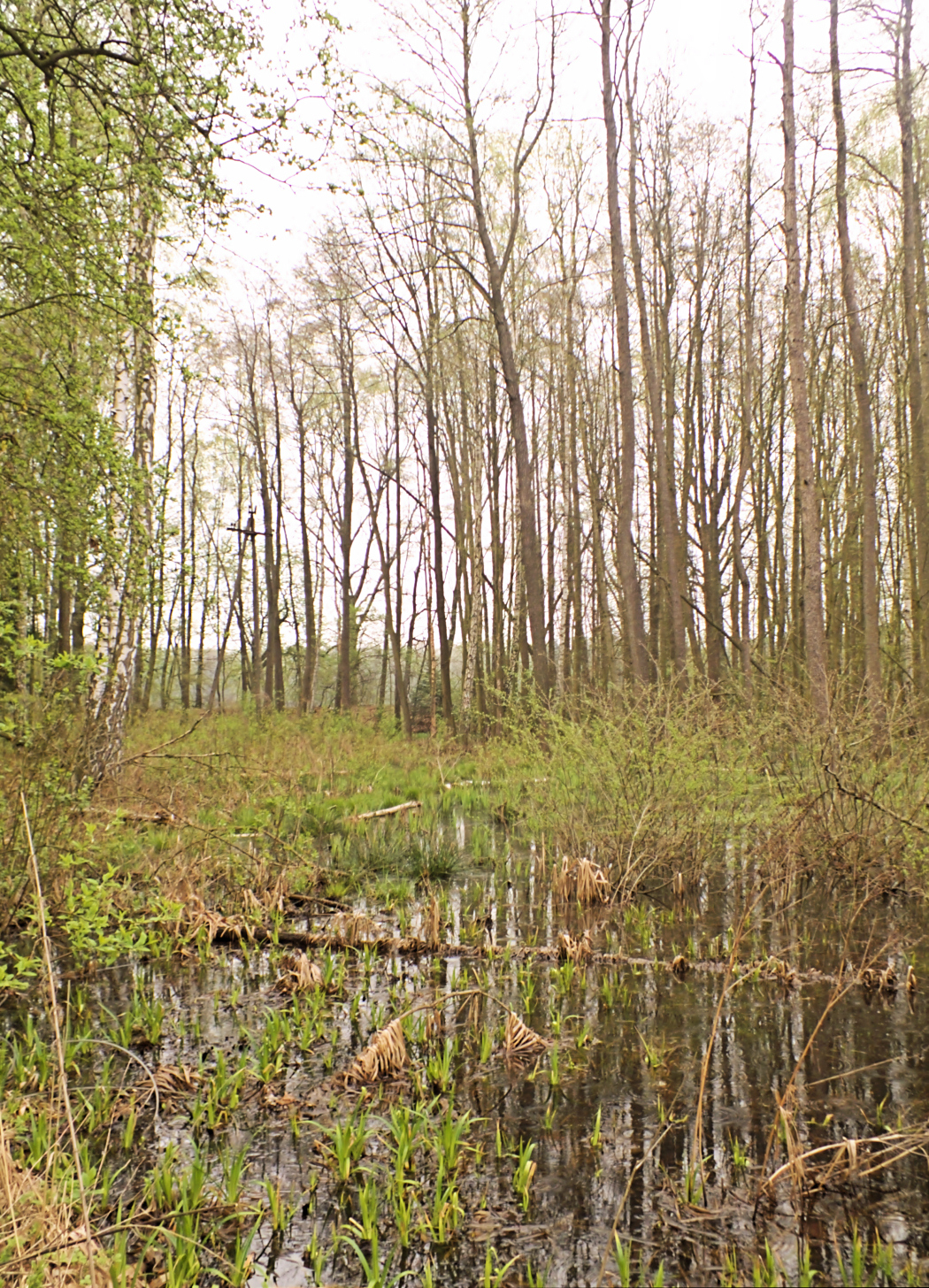
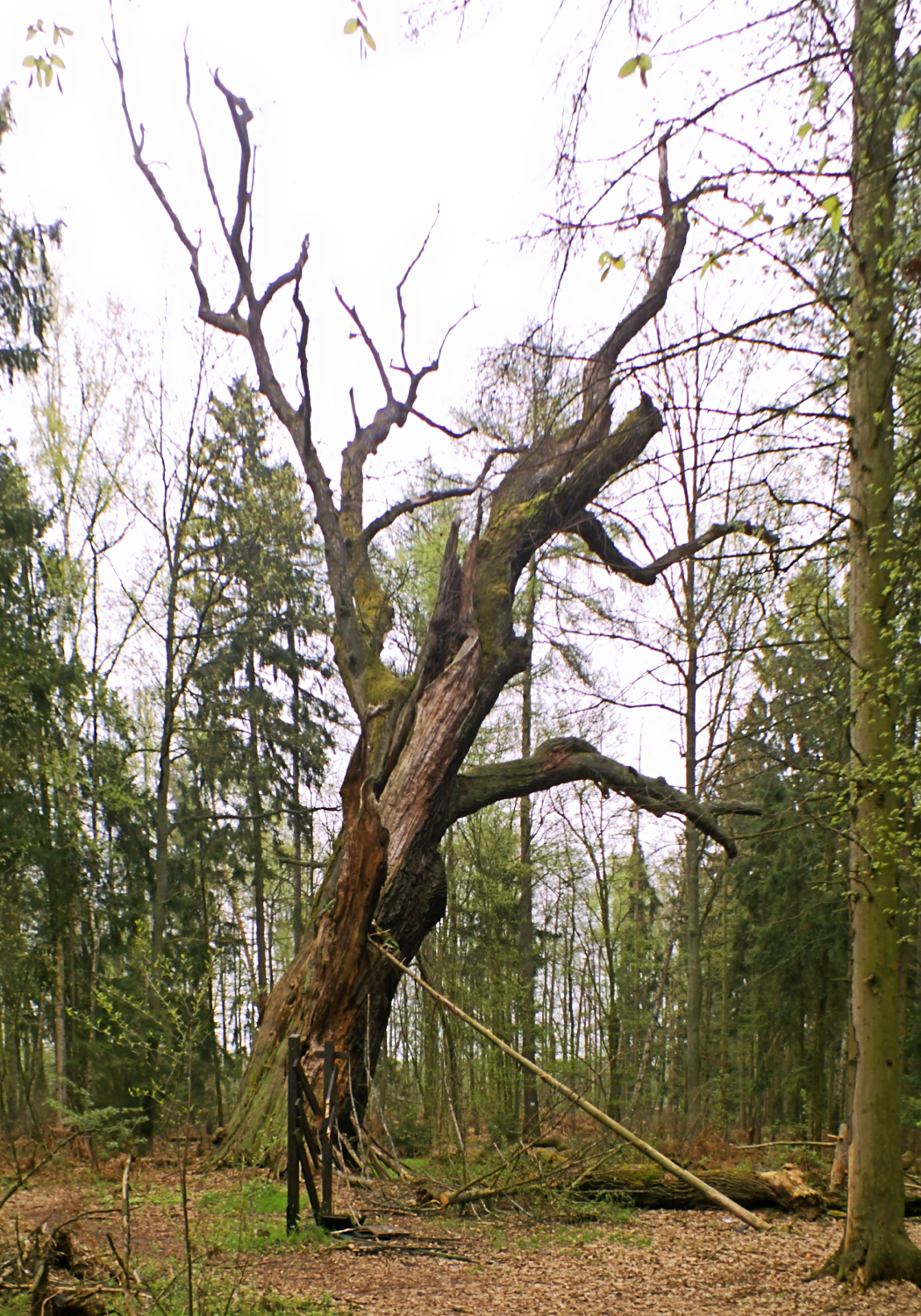
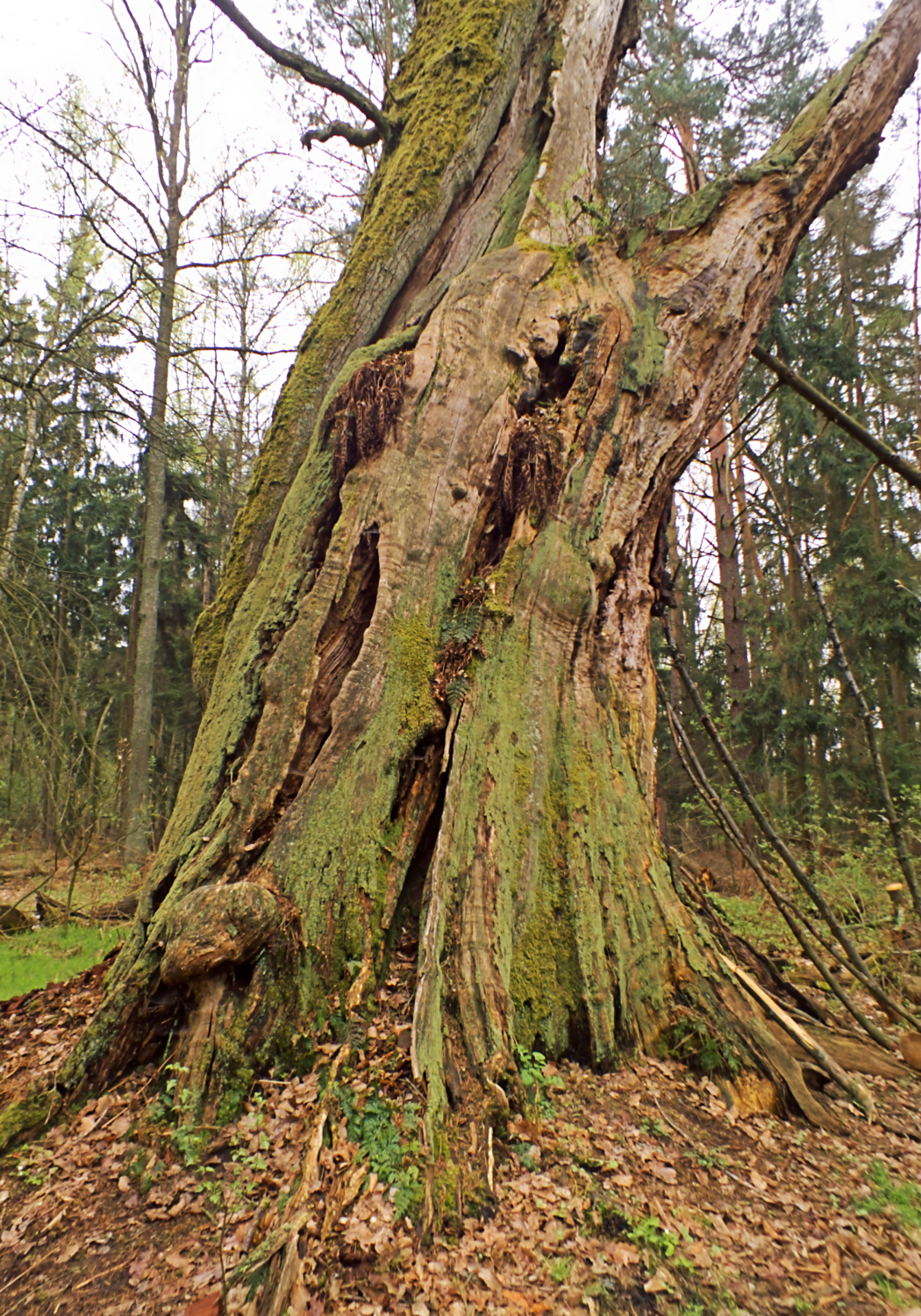